# Earle Hagen
Earle Harry Hagen (* 9. Juli 1919 in Chicago, Illinois; † 26. Mai 2008 in Rancho Mirage, Kalifornien) war ein Oscar-nominierter US-amerikanischer Filmkomponist.

## Karriere
Der in Chicago geborene Hagen zog bereits in jungen Jahren mit seiner Familie nach Los Angeles. Nach Beendigung der High School schloss er sich als Posaunist verschiedenen Big Bands an und spielte an der Seite von Tommy Dorsey, Benny Goodman und Ray Noble. 1939, während seiner Zeit bei Noble, schrieb er sein bekanntestes Stück, Harlem Nocturne.
Anfang der 1940er-Jahre unterschrieb er einen Vertrag als Studiomusiker bei CBS, wechselte dann aber zu 20th Century Fox, wo er bis in die frühen 1950er-Jahre als Arrangeur tätig war. In dieser Zeit arbeitete er unter anderem an Madame macht Geschichten und Blondinen bevorzugt mit. 1952 verließ er Fox und arbeitete fortan hauptsächlich als Fernsehkomponist.
1968 wurde er mit dem Emmy für die Musik zur Fernsehserie Tennisschläger und Kanonen (I Spy) ausgezeichnet. Die Besonderheit dieser mehrfach ausgezeichneten Serie war es, dass jede Episode eine eigene Vorspannmusik hatte, die thematisch dem Schauplatz entsprach. Bis Mitte der 1980er-Jahre arbeitete Hagen weiterhin erfolgreich als Fernsehkomponist und schuf dabei auch Musiken für die Serie Mike Hammer (The Return Of Mickey Spillane's Mike Hammer), die Comedy-Show Make Room for Daddy und eine gepfiffene Titelmusik für die The Andy Griffith Show. Dass die Serie The New Perry Mason (1973) ein Flop wurde, lag jedoch nicht an der Musik von Hagen. 1974 und 1981 trug Hagen auch Musik zu den Fernseh-Neuauflagen des Planet der Affen bei.

## Filmografie

### Film
- 1947: Endspurt (The Homestretch)
- 1948: Schrei der Großstadt
- 1948: Eine Dachkammer für zwei
- 1949: Dancing in the Dark
- 1949: Mr. Belvedere kann alles besser (Mr. Belvedere Goes to College)
- 1950: Der geheimnisvolle Ehemann (The Jackpot)
- 1951: An der Riviera (On the Rivera)
- 1951: Vergeltung am Teufelssee (The Secret of Convict Lake)
- 1953: Blondinen bevorzugt
- 1953: Madame macht Geschichte(n)
- 1954: Rhythmus im Blut
- 1955: So liebt man in Paris
- 1958: Das Geschenk der Liebe
- 1959: Das gibt’s nur in Amerika
- 1959: Alle meine Träume
- 1960: Machen wir’s in Liebe

### Fernsehen
- 1961: The Andy Griffith Show
- 1961: Tennisschläger und Kanonen
- 1961: The Dick Van Dyke Show
- 1972: The Mod Squad
- 1972: The Don Rickles Show
- 1973: Doc Elliot
- 1973: The New Perry Mason
- 1974: Planet of the Apes
- 1975: Big Eddie
- 1975: The Runaways
- 1976: Mary Hartman, Mary Hartman
- 1977: Eight Is Enough
- 1981: Farewell to the Planet of the Apes
- 1986: The Return of Mickey Spillane's Mike Hammer

## Auszeichnungen
- 1961: Oscar-Nominierung für Let's Make Love
- 1966: Emmy-Nominierung für Tennis, Schläger und Kanonen
- 1967: Emmy-Nominierung für Tennis, Schläger und Kanonen
- 1968: Emmy-Auszeichnung für Tennis, Schläger und Kanonen
- 1981: Emmy-Nominierung für Stand by Your Man